# Goldstream (Alaska)
Goldstream (Lower Tanana: Khudodleeneek’a) ist ein census-designated place (CDP) im Fairbanks North Star Borough in Alaska in den Vereinigten Staaten. Das U.S. Census Bureau hatte bei der Volkszählung 2020 eine Einwohnerzahl von 3299 ermittelt.

## Geographie
Das Goldstream CDP ist ein nordwestlicher Vorort von Fairbanks, etwa 11 km von dessen Stadtzentrum entfernt. Das CDP-Gebiet umfasst das Goldstream Valley, das Flusstal des namengebenden Flusses Goldstream Creek. Das CDP-Gebiet hat eine Längsausdehnung in WSW-ONO-Richtung von 35 km. Die „Goldstream Road“ zweigt im äußersten Osten vom Steese Highway ab und durchquert in westlicher Richtung den östlichen Teil des CDP-Gebietes. Das Goldstream CDP grenzt im Osten an Fox, im Südosten an Farmers Loop und College sowie im westlichen Süden an Ester.

## Geschichte
Goldstream ist eines von mehreren CDPs, die beim Zensus 2010 aus Teilen von Vororten von Fairbanks gebildet wurden. In den frühen 1900er Jahre fand der „Fairbanks-Goldrausch“ statt, in dessen Folge auch das Goldstream Valley von Prospektoren heimgesucht wurde.

## Demografie
Zum Zeitpunkt der Volkszählung im Jahre 2020 (U.S. Census 2020) hatte Goldstream 3299 Einwohner auf einer Landfläche von 222,74 km². Von den Einwohnern waren 2684 Weiße, 34 Afroamerikaner, 147 amerikanisch-indianischer Abstammung sowie 39 Asiaten. Beim Zensus 2010 lag die Einwohnerzahl bei 3557.